# 액압성형
액압성형(液壓成形) 또는 하이드로포밍(hydroforming, 하이드로폼법) 공정은 알루미늄, 황동, 저합금강, 스테인리스강 등의 연성금속을 가볍고 구조적으로 강한 부분으로 성형하는 비용 효율적 방법이다.

## 개요
보통의 프레스 작업에서는 상·하 1쌍의 형(型)을 사용하여, 그 사이에 판을 끼워 성형한다. 형의 형상이 복잡하면 부분적으로 변형되는 정도가 달라지는데, 그 때문에 균열이나 일그러짐이 없이 균일하고 충분하게 소성변형할 수 있도록 상·하의 형을 맞추는 데에 연구가 필요해진다.
이러한 문제를 해결하는 방법으로 형을 하나만 사용하고 여기에 판재(板材)를 얹고 액체의 압력을 그 위에서 가하면, 압력은 어느 부분이고 균일하게 미치므로 판의 변형 정도가 균일한 소성성형이 가능하다. 이 때 액체의 압력은 고무막을 거쳐서 판에 걸리도록 한다. 이 방법을 액압성형이라 한다.

## 같이 보기
- 블로 몰딩